# Dicranomyia lankesteri
Dicranomyia lankesteri är en tvåvingeart som först beskrevs av Alexander 1946.  Dicranomyia lankesteri ingår i släktet Dicranomyia och familjen småharkrankar.
Artens utbredningsområde är Costa Rica. Inga underarter finns listade i Catalogue of Life.